# اوئزمانسته
شهر اوئزمانسته (به فرانسوی: Waasmunster) در شهرستان داندرموند در استان فلاندری شرقی در منطقه فلاندری در کشور بلژیک واقع شده‌است.